# St. Franziskus (Süchteln-Vorst)

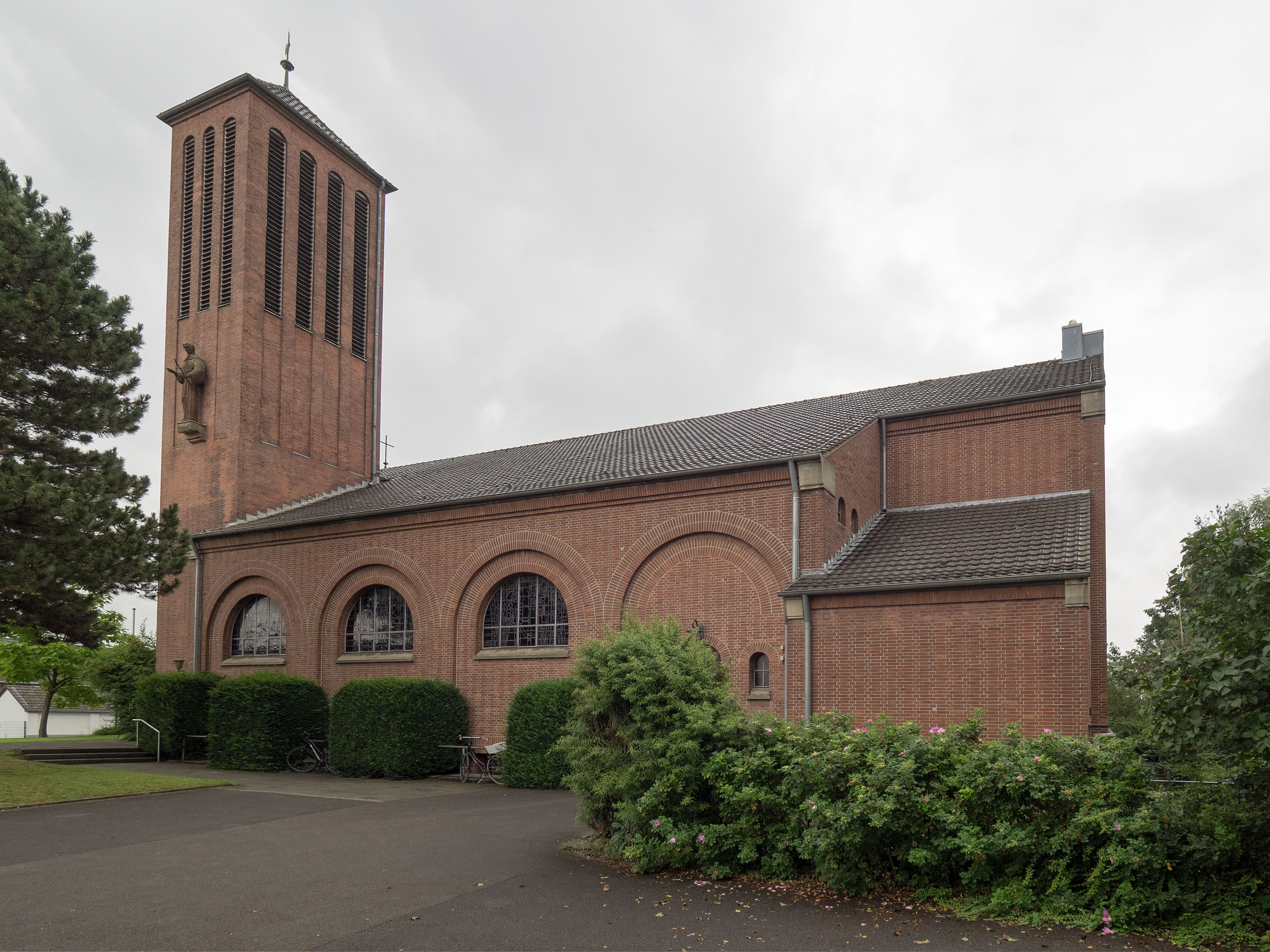
St. Franziskus in Süchteln-Vorst

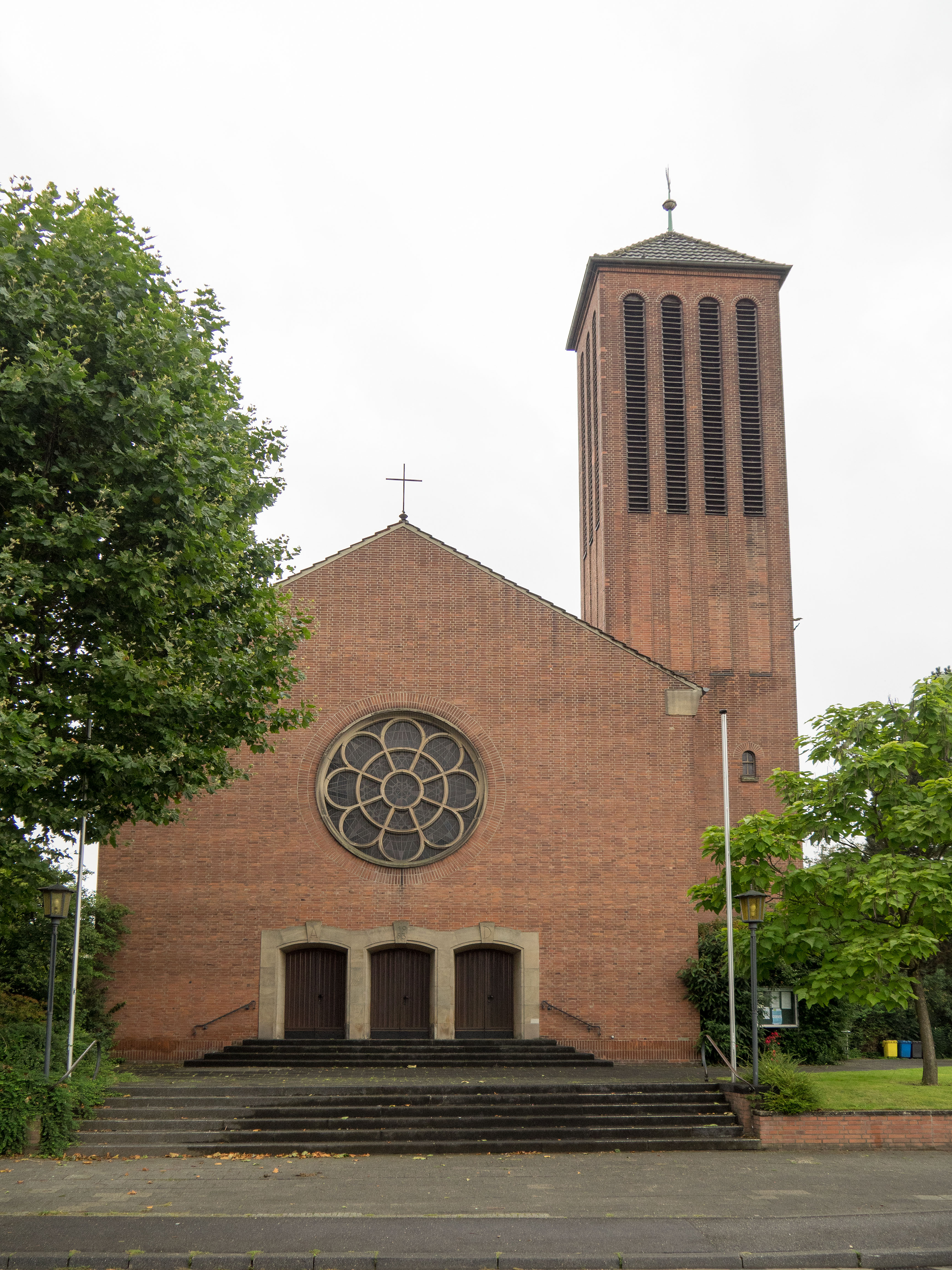
Hauptportal

St. Franziskus ist eine römisch-katholische Filialkirche in Süchteln-Vorst, einem Stadtteil von Viersen im Kreis Viersen in Nordrhein-Westfalen. Die Kirche steht unter dem Patronat des hl. Franz von Assisi und wurde zwischen 1953 und 1954 nach Plänen von Hans Rompelberg errichtet. Die Kirche gehört zur Pfarre St. Clemens.

## Geschichte
In den Honschaften nördlich von Süchteln nahm die Bevölkerungszahl in der Zwischenkriegszeit stetig zu. Daher wurde 1929 in Vorst eine Notkirche errichtet, um die Pfarrkirche in Süchteln zu entlasten. Fortan feierten Priester von St. Clemens hier die Heilige Messe. Eine gewisse Eigenständigkeit erhielt die Gemeinde mit der Erhebung zum Rektorat und der Ernennung eines eigenen Geistlichen am 26. März 1932. 
Im Jahr 1951 gründete sich ein Kirchenbauverein mit dem Zweck, Geldmittel für einen Kirchenneubau zu akquirieren, da die Notkirche in einem schlechten Zustand war. Am 1. April 1952 wurde St. Franziskus zunächst zur eigenständigen Pfarrei erhoben und damit von der Mutterpfarre St. Clemens abgetrennt. Ebenfalls in dieser Zeit wurde der Büdericher Architekt Hans Rompelberg mit der Planung der neuen Pfarrkirche beauftragt. Bis 1954 war die heutige Kirche fertiggestellt. Die Kirchweihe erfolgte am 30. Mai 1954.
Zum 1. Januar 2010 wurde die Pfarre St. Franziskus aufgelöst und wieder in die Mutterpfarre St. Clemens als Filialgemeinde eingepfarrt.

## Baubeschreibung
St. Franziskus ist eine zweischiffige Backsteinkirche in Formen der Nachkriegsmoderne. 

## Ausstattung
Im Innenraum befindet sich eine moderne Ausstattung. Besonders hervorzuheben sind die Buntglasfenster, die zwischen 1959 und 1982 nach Entwürfen der Künstler Ernst Jansen-Winkeln und Georg Jansen-Winkeln eingesetzt worden sind.
Die Orgel ist ein Werk der Orgelbauwerkstatt Romanus Seifert & Sohn aus dem Jahr 1989.

## Pfarrer
Folgende Priester wirkten bis zur Auflösung der Pfarre als Rektor bzw. Pfarrer an St. Franziskus:
- 1932–1942: Wilhelm Giesenfeld
- 1942–1948: Paul Koß
- 1948–1957: Karl Kirschgens
- 1957–1984: Gerhard Klinkenberg
- 1984–1992: P. Theodardus Megens OCarm
- 1992–1995: Hubert Müllers
- 1995–2003: Hans-Gerd Schütt
- 2003–2008: Peter Dückers
- 2008–2010: Michael Schlößer